# Љубиша (име)
Љубиша је српско име и презиме мушког рода. Значење долази од придева љубљен, са значењем мио и драг. Може се односити на:
- Љубиша Беара (1939–2017), пуковник и начелник безбједности Главног штаба Војске Републике Српске
- Љубиша Броћић (1911–1995), српски фудбалски менаџер
- Љубиша Диковић (рођен 1960), српски генерал официр
- Љубиша Дунђерски (рођен 1972), бивши српски репрезентативац
- Љубиша Јокић (рођен 1958), бивши генерал Војске Србије и Црне Горе
- Висарион Љубиша (1823–1884), митрополит православне цркве у Црној Гори од 1882. до 1884.
- Љубиша Милојевић (рођен 1967), бивши српски фудбалер који је играо на позицији нападача
- Стјепан Митров Љубиша (1824–1878), црногорски књижевник и политичар
- Љубиша Рајковић (рођен 1950), српски дефанзивац који је играо за СФР Југославију
- Љубиша Самарџић (1936–2017), српски глумац и редитељ, најпознатији као Шурда у серији Врућ ветар
- Љубиша Савић (1958–2000), бивши командант српске специјалне бригаде „Гарда Пантери” ВРС и послератни политичар
- Љубиша Симић (рођен 1963), српски и југословенски боксер, аматрески репрезентативац Југославије.
- Љубиша Спајић (1926–2004), српски фудбалер
- Љубиша Стаменковић (рођен 1964), српски фудбалски менаџер
- Љубиша Стевановић (1910–1978), српски фудбалер
- Љубиша Стојановић (1952–2011), српски певач из Лесковца
- Љубиша Тумбаковић (рођен 1952), српски фудбалски менаџер